# Гварнијере-Мелете (Виченца)
Гварнијере-Мелете је насеље у Италији у округу Виченца, региону Венето.
Према процени из 2011. у насељу је живело 84 становника. Насеље се налази на надморској висини од 59 м.